# Canton de Belin-Béliet
Le canton de Belin-Béliet est une ancienne division administrative française située dans le département de la Gironde et la région Aquitaine.

## Géographie
Ce canton était organisé autour de Belin-Béliet dans l'arrondissement d'Arcachon. Son altitude variait de 7 m (Salles) à 84 m (Le Barp) pour une altitude moyenne de 42 m.

## Composition
Le canton de Belin-Béliet regroupait cinq communes et comptait 16 924 habitants (population municipale) au 1er janvier 2010.
| Nom          | Code Insee | Intercommunalité    | Superficie (km2) | Population (dernière pop. légale) | Densité (hab./km2) |
| ------------ | ---------- | ------------------- | ---------------- | --------------------------------- | ------------------ |
| Le Barp      | 33029      | CC du Val de l'Eyre | 107,32           | 5 328 (2014)                      | 50                 |
| Belin-Béliet | 33042      | CC du Val de l'Eyre | 156,03           | 5 041 (2014)                      | 32                 |
| Saint-Magne  | 33436      | CC du Val de l'Eyre | 82,66            | 992 (2014)                        | 12                 |
| Lugos        | 33260      | CC du Val de l'Eyre | 62,14            | 866 (2014)                        | 14                 |
| Salles       | 33498      | CC du Val de l'Eyre | 137,98           | 6 647 (2014)                      | 48                 |

## Démographie
| 1975  | 1982  | 1990   | 1999   | 2006   | 2011   | 2012   |
| ----- | ----- | ------ | ------ | ------ | ------ | ------ |
| 7 736 | 9 491 | 10 442 | 11 858 | 15 291 | 17 209 | 17 734 |

## Histoire
De 1833 à 1848, les cantons d'Audenge, de Belin et de La Teste avaient le même conseiller général. Le nombre de conseillers généraux était limité à 30 par département.

## Administration

### Conseillers généraux de 1833 à 2015
| Période | Période           | Identité                              | Étiquette          | Qualité                                                                                                   |
| ------- | ----------------- | ------------------------------------- | ------------------ | --- |
| 1833    | 1834 (démission)  | Antoine de Sauvage                    | Royaliste          | Inspecteur général de la navigation et des ports Maire d'Andernos (1826-1834) Nommé receveur-général      |
| 1834    | 1848              | Pierre-Jean Baleste-Marichon,         |                    | Notaire, maire de Mios (1827-1841)                                                                        |
| 1848    | 1852              | Jean Joseph Carrier                   |                    | Propriétaire à Bordeaux                                                                                   |
| 1852    | 1861              | François Samazeuilh                   |                    | Banquier, adjoint au maire de Bordeaux                                                                    |
| 1861    | 1870              | Hippolyte Holagray                    |                    | Négociant, conseiller municipal de Bordeaux (1852-1855)                                                   |
| 1870    | 1871              | Louis Larauza                         |                    | Négociant à Salles                                                                                        |
| 1871    | 1892 (décès)      | Octave Cazauvieilh                    | Union républicaine | Propriétaire, maire de Salles (1870-1874 et 1876-1892) Député (1881-1885)                                 |
| 1892    | 1937              | René Cazauvieilh (neveu du précédent) | AD-RG              | Médecin Maire de Belin, conseiller d'arrondissement Député (1898-1919)                                    |
| 1937    | 1940              | Jean-Louis Cazenave                   | SFIO               | Industriel à Belin                                                                                        |
|         |                   |                                       |                    | |
| 1943    | 1945              | Louis Salefran                        | ?                  | Maire de Lugos Nommé conseiller départemental en 1943                                                     |
|         |                   |                                       |                    | |
| 1945    | 1992              | Raymond Brun                          | Rad. puis CNIP     | Industriel - Sénateur (1959-1989) Président du Conseil Général de 1951 à 1976 Maire de Salles (1965-1997) |
| 1992    | juin 2009 (décès) | Alain Péronnau                        | UDF puis UMP       | Exploitant agricole Maire de Belin-Béliet jusqu'en 2008                                                   |
| 2009    | 2015              | Vincent Nuchy                         | PS                 | Président du Parc naturel régional des Landes de Gascogne Maire de Salles (2001-2014)                     |

### Conseillers d'arrondissement (de 1833 à 1940)
Le canton de Belin-Béliet appartenait à l'arrondissement de Bordeaux.
| Période                                  | Période | Identité                                 | Étiquette   | Qualité |
| ---------------------------------------- | ------- | ---------------------------------------- | ----------- | --- |
| 1833                                     | 1845    | Arnaud Cazauvieilh, dit Cadiche (1762-?) |             | Aubergiste, maire de Salles (1832-1852)                                                                     |
|                                          |         |                                          |             | |
| 1874                                     | 1884    | Jean-Eugène Cazauvieilh (1829-1892)      | Républicain | Médecin, maire de Belin                                                                                     |
| 1884                                     | 1892    | René Cazauvieilh (fils du précédent)     | Républicain | Médecin, maire de Belin                                                                                     |
| 1892                                     | 1919    | Octave Mano                              | Républicain | Maire de Salles                                                                                             |
| 1919                                     | 1940    | Louis Salefran                           | Conc.rép    | Maire de Lugos, Président du conseil d'arrondissement                                                       |
| 1940                                     |         |                                          |             | Les conseils d'arrondissement ont été suspendus par la loi du 12 octobre 1940 et n'ont jamais été réactivés |
| Les données manquantes sont à compléter. |         |                                          |             | |